# Ярыгина, Антонина Васильевна
Антонина Васильевна Ярыгина (род. 8 марта 1908 года, Киев — ?) — советская украинская балерина, балетмейстер и педагог. Заслуженная артистка УССР (1951).

## Биография
Антонина Васильевна Ярыгина родилась 8 марта 1908 года в Киеве. В 1924 году окончила Киевский балетную студию педагога Ильи Чистякова. В 1929 году училась в классе усовершенствования при Ленинградском хореографическом училище (ныне Академия русского балета имени А. Я. Вагановой) (педагоги Агриппина Яковлевна Ваганова и Е. П. Гердт).
В 1926—1946 годах работала в театрах оперы и балета городов Одессы, Киева (Киевская опера, с 1924 по 1932 и с 1936 по 1941 годы), Тбилиси, Харькова (солистка Харьковского театра оперы и балета имени Н. В. Лысенко , 1923—1926), Львова. Танцу балерины была свойственна актерская выразительность, стремительность вращений и техническая завершенность.
В 1954—1965 годах Антонина Васильевна Ярыгина работала балетмейстером Киевского театра оперы и балета им. Шевченко (ныне Национальная опера Украины).
В разные годы Антонина Васильевна работала преподавателем: Одесской хореографической студии (1932—1935), Киевского хореографического училища (1946—1951) и Киевского театрального института (1951—1972). Ее ученицами были балерины Л. А. Петренко, В. Ф. Калиновская, Н. Д. Руденко и др.

## Партии
Антонина Васильевна Ярыгина в разное время танцевала в партиях:
- Лилея и Светлана в одноименных балетах К. Данькевича и Д. Клебанова.
- Тао Хоа в балете «Красный мак» Р. Глиэра.
- Китри в балете «Дон Кихот» Л. Минкуса и др.

## Награды и звания
- Медаль «За трудовое отличие» (30.06.1951)[1].
- Заслуженная артистка УССР (1951).